# حمدي حافظ
حمدي حافظ ممثل مصري من مواليد 30 نوفمبر عام 1949 في مدينة طنطا. اسمه الكامل “حمدي محمد عبد الحافظ”. حصل على بكالوريوس معهد الفنون المسرحية عام 1975، واشتهر بدور الشاب المراهق. أنتج ثلاثة أفلام سينمائية ثم توقف وتفرغ للمسلسلات الدينية.

## أعماله

### مسلسلات
- عمر بن عبد العزيز 1995
- الوسية 1990
- الامتحان 1990
- ليالي الحلمية (ج2) 1988 بدور عفت الزوج الثالث لنازك السلحدار
- الجلاد والحب 1986
- مسافرون 1983
- وعادت الأيام 1983 بدور محسن
- دمعة ألم 1981
- النساء يعترفن سرا 1980
- إني راحلة 1976
- السمان و الخريف 1978 فتحي
- المجهول 1977
- إني راحلة 1976
- اللعبة الخطرة
- مغامرات عامر و علاء
- هذا صحيح و هذا خطأ
- شربات

### أفلام
- أرملة رجل حي 1989
- الجوازة دى مش لازم تتم 1988 بدور	شوقي
- عشماوى 1987
- القطار 1986 بدور	ممدوح
- دخان بلا نار 1986
- من يدفع الثمن 1980
- أين تخبئون الشمس 1980
- اصلاحية جبل الليمون 1979
- شهادة مجنون 1978 ابن شقيق المواردى
- بيت بلا حنان 1976
- وداعاً إلى الأبد 1976 عادل
- سيقان في الوحل 1976
- المنحرفون 1976
- هذا أحبه .. وهذا أريده 1975
- ومضى قطار العمر 1975
- شلة المراهقين 1973 محمد
- مدرسة المراهقين 1973

## روابط خارجية
- حمدي حافظ على موقع IMDb (الإنجليزية)
- حمدي حافظ على موقع الدهليز
- حمدي حافظ على موقع قاعدة بيانات الأفلام العربية